# Grande Prêmio da Alemanha de 2012
O Grande Prêmio da Alemanha de 2012 foi a décima corrida da temporada de 2012 da Fórmula 1. A prova disputada no dia 22 de julho no Circuito de Hockenheimring, na cidade de Hockenheim localizada no distrito de Rhein-Neckar-Kreis teve como vencedor o piloto espanhol Fernando Alonso defendendo a Ferrari.

## Relatório

### Treino classificatório
Q1 — primeira parte

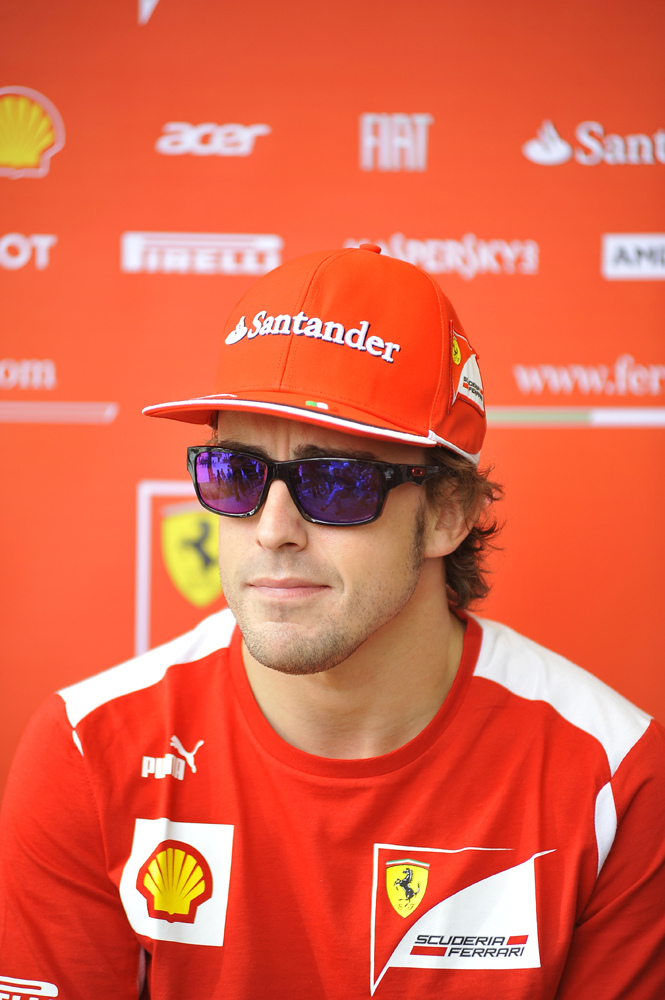
Alonso foi o pole position.

A primeira parte do treino teve início com pista seca, entretanto havia previsão de chuva. Assim, todos os carros foram para a pista já no início. Na primeira volta cronometrada o mais rápido foi o espanhol Alonso, com 1m16s705mil, com Button em segundo e Rosberg em terceiro. Massa foi o sexto mais veloz e Senna não marcou tempo. Hamilton assumiu a liderança momentos depois e foi melhorando sua marca a cada volta. Senna conseguiu se colocar entre os 10, à frente de Maldonado. Faltando 9 minutos para o fim do Q1 apenas Raikkonen estava na pista.
Chegando ao final da primeira parte do treino Raikkonen foi o primeiro piloto a andar na casa de 1m15s, assumindo a liderança enquanto alguns poucos pilotos ainda tentavam volta rápida. Vários pilotos então resolvem voltar para a pista com pneu macio por terem suas posições ameaçadas. Entre eles os dois carros da Ferrari e Senna.
Senna marcou o décimo tempo quando faltavam apenas 10 segundos para que o cronômetro fosse zerado. Schumacher não conseguiu o mesmo e foi apenas o 17º, sem chance a uma nova tentativa. Seu único rival era Kovalainen, pois Vergne já estava nos boxes, e o finlandês Kovalainen não foi capaz de bater seu tempo. Marcando  1m15s693mil, o outro finlandês, Raikkonen, foi o mais rápido do Q1 com Massa em sétimo e Senna em décimo primeiro.
Q2 — segunda parte
As equipes foram obrigadas a trocar os pneus intermediários por pneus de chuva faltando instantes para o início da sessão, pois a chuva chegou à pista de Hockenheim. E antes que a chuva aumentasse todos apressaram-se para marcar voltas rápidas. Button saiu à frente em um momento em que a pista estava apenas levemente úmida. Segundo a equipe Ferrari pelo rádio de Massa haveria a possibilidade de se fazer três voltas com esse pneu, porém a imagem da transmissão oficial mostrou Button com muita dificuldade de manter o carro na pista. Massa ficou engavetado atrás de outros pilotos e depois teve grande dificuldade para manter o carro na pista, tanto que foi ultrapassado por Alonso. O mais rápido na primeira passagem foi o alemão Schumacher da Mercedes, com Vettel em segundo e Alonso em terceiro. Massa foi o décimo sétimo e Senna o décimo primeiro.
Alguns pilotos conseguiram melhorar suas marcas, como é o caso de Massa, que subiu para a 11ª colocação, porém após perder uma posição ele passou a ter mais dificuldades para melhorar seu tempo. Senna também foi superado por alguns pilotos e caiu para décimo sexto. Faltando 5 minutos para o fim alguns pilotos foram para os boxes para colocar pneus para chuva extrema, seguindo o exemplo de Rosberg. Havia muita água acumulada na pista.
Com sua tentativa inicial, quando havia menos água na pista, o inglês Hamilton terminou o Q2 como o mais veloz, com o tempo de 1m13s365mil. Massa ficou em 14º com Senna em 16º.
Q3 — terceira parte
A terceira parte do treino começou com chuva forte, entretanto os pilotos foram para a pista mesmo assim. Hulkenberg foi o primeiro a rodar — em plena reta —, porém não bateu. Schumacher pediu para a equipe avisar Charlie Whiting da dificuldade de manter o carro na pista, pedindo para parar o treino.
O primeiro a fazer a melhor volta foi o alemão Vettel, com 1m44s605mil, com Alonso em segundo e Hulkenberg em terceiro, enquanto os outros pilotos lutavam para manter o carro na pista. Faltando 2 minutos para o fim Hamilton fez 1m44s186mil e assumiu a liderança, que perdeu para Schumacher e depois para Vettel, em um momento em que a pista mostrava melhoras.
O espanhol Alonso fez uma parada nos boxes para trocar os pneus e, quando voltou à pista, baixou meio segundo do melhor tempo na primeira parcial e foi 7 décimos melhor no tempo final de volta, assumindo a liderança. Vettel também começou sua última tentativa muito bem, mais rápido que o espanhol, porém na sequência da volta não manteve a média, ficando apenas em segundo, logo à frente do companheiro de equipe Webber. Nenhum outro piloto bateu Alonso e com o tempo de 1m40s621mil ele conseguiu a pole position debaixo de chuva em Hockenheim.
Após o termino do treino Webber , Rosberg e Grosjean foram punidos com a perda de cinco posições na grelha de partida por trocarem a caixa de câmbio de seus respectivos carros. Pérez também foi punido, mas por ter bloqueado Raikkonen e Alonso durante a segunda fase da classificação.

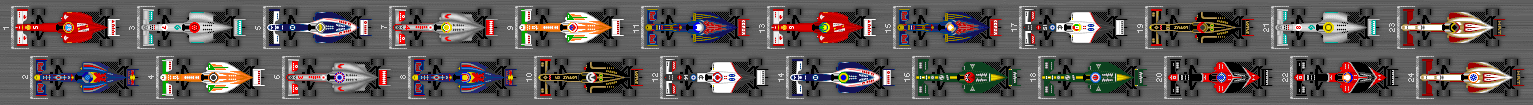
Grid de largada.

### Corrida
A corrida teve início no horário previsto sem a presença da chuva. Na largada os líderes mantiveram suas posições e a única disputa foi entre Schumacher e Vettel, que não resultou em troca de posição. Mais atrás, os brasileiros tiveram problemas e foram parar nos boxes logo de início. A terceira passagem também viu Hamilton abandonando a disputa, com um pneu furado. Na volta 58 ele deixou a prova.
Quando Schumacher já não atacava mais Vettel, foi a vez do bicampeão atacar Alonso, que se defendia bem, utilizando a asa móvel quando encontrava retardatários. O inglês Button conquistou as posições de Hulkenberg e Schumacher em uma bela apresentação do piloto da McLaren.

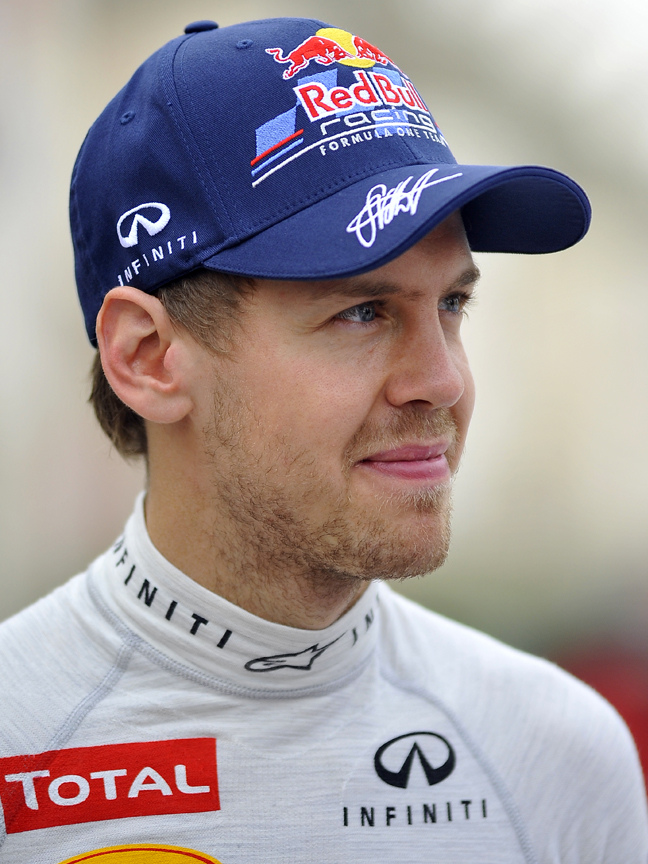
Vettel foi punido.

Nas voltas 19, 20 e 21 Alonso, Button e Vettel, respectivamente, abriram os trabalhos no box entre os líderes, sem troca de posição. Mais atrás, Massa retardava seus pit stops e imprimia um ritmo parecido com o dos líderes, sem porém conseguir chegar à zona de pontuação. Quando todos haviam parado Alonso era o líder com Vettel em segundo, a frente de Button, Kobayashi, Raikkonen, Schumacher, Hulkenberg, Perez, Webber e Maldonado, os dez primeiros. Massa era o 15º e Senna o 21º.
Com o segundo jogo de pneus, Vettel, mais uma vez, se aproximou muito de Alonso, porém também recebeu pressão de Button, que ameaçou muito a posição do piloto da Red Bull. Vettel teve chances de passar Alonso, entretanto a saída de curva do espanhol era muito melhor. Na volta 35 Vettel teve outro problema. O inglês Hamilton, que era retardatário, tinha ritmo muito bom e conseguiu ultrapassá-lo, dando chances para que, mais uma vez, Alonso abrisse vantagem próxima de 2 segundos. Vettel reclamou muito, mas não havia o que fazer, a manobra foi legal e Button ficou muito mais próximo dele. Hamilton até tentou se aproximar de Alonso, sem sucesso.
O inglês Button precisava de uma estratégia diferente caso quisesse mesmo lutar pela vitória, por isso ele resolveu antecipar sua parada com relação aos dois primeiros e parou na quadragésima volta. Sua equipe levou apenas 2 segundos e 310 milésimos para trocar os pneus e protagonizou o pit stop mais rápido da história. Na volta 41 ele trocou seus pneus, forçando Alonso e Vettel a pararem juntos na volta seguinte. O espanhol da Ferrari manteve a liderança, porém Vettel não conseguiu segurar o segundo lugar, já que Button teve uma volta a mais para fazer com pneus em bom estado. Foi a vez de Button perseguir Alonso e de Vettel poupar pneus, seguindo instruções da equipe. Button não teve nenhuma chance clara de ultrapassagem já que Alonso soube se defender bem da zona de acionamento da asa móvel. No final, com pneus desgastados, o inglês ainda sofreu pressão de Vettel e perdeu posição quando faltavam apenas duas voltas. Vettel porém, passou com as quatro rodas fora do traçado no momento da manobra e recebeu punição posteriormente caindo para quinto. O espanhol Alonso conquistou a terceira vitória da temporada e abriu larga vantagem na liderança do mundial com 154 pontos contra 120 de Mark Webber e 118 de Vettel.

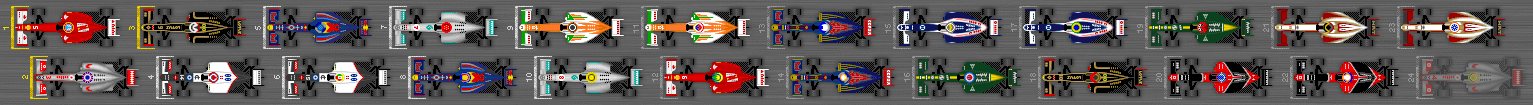
Resultado da corrida.

## Resultados

### Treino classificatório
| Pos                  | Nº | Piloto             | Equipe                  | Q1       | Q2       | Q3       | Voltas |
| -------------------- | -- | ------------------ | ----------------------- | -------- | -------- | -------- | ------ |
| 1                    | 5  | Fernando Alonso    | Ferrari                 | 1:16.073 | 1:38.521 | 1:40.621 | 23     |
| 2                    | 1  | Sebastian Vettel   | Red Bull Racing-Renault | 1:16.393 | 1:38.309 | 1:41.026 | 23     |
| 3                    | 7  | Michael Schumacher | Mercedes                | 1:16.686 | 1:38.010 | 1:42.459 | 24     |
| 4                    | 12 | Nico Hulkenberg    | Force India-Mercedes    | 1:16.271 | 1:39.467 | 1:43.501 | 24     |
| 5                    | 18 | Pastor Maldonado   | Williams-Renault        | 1:16.181 | 1:38.731 | 1:43.950 | 27     |
| 6                    | 3  | Jenson Button      | McLaren-Mercedes        | 1:16.507 | 1:38.659 | 1:44.113 | 20     |
| 7                    | 4  | Lewis Hamilton     | McLaren-Mercedes        | 1:16.221 | 1:37.365 | 1:44.186 | 18     |
| 8                    | 2  | Mark Webber1       | Red Bull Racing-Renault | 1:16.500 | 1:39.382 | 1:41.496 | 24     |
| 9                    | 11 | Paul di Resta      | Force India-Mercedes    | 1:16.352 | 1:39.703 | 1:44.889 | 26     |
| 10                   | 9  | Kimi Raikkonen     | Lotus-Renault           | 1:15.693 | 1:39.729 | 1:45.811 | 20     |
| 11                   | 16 | Daniel Ricciardo   | Toro Rosso-Ferrari      | 1:16.516 | 1:39.789 |          | 15     |
| 12                   | 14 | Kamui Kobayashi    | Sauber-Ferrari          | 1:16.481 | 1:39.985 |          | 16     |
| 13                   | 6  | Felipe Massa       | Ferrari                 | 1:16.265 | 1:40.212 |          | 17     |
| 14                   | 19 | Bruno Senna        | Williams-Renault        | 1:16.426 | 1:40.752 |          | 21     |
| 15                   | 17 | Jean-Éric Vergne   | Toro Rosso-Ferrari      | 1:16.741 |          |          | 9      |
| 16                   | 20 | Heikki Kovalainen  | Caterham-Renault        | 1:17.620 |          |          | 8      |
| 17                   | 15 | Sergio Pérez2      | Sauber-Ferrari          | 1:15.726 | 1:39.933 |          | 17     |
| 18                   | 21 | Vitaly Petrov      | Caterham-Renault        | 1:18.531 |          |          | 9      |
| 19                   | 10 | Romain Grosjean1   | Lotus-Renault           | 1:16.685 | 1:40.574 |          | 18     |
| 20                   | 25 | Charles Pic        | Marussia-Cosworth       | 1:19.220 |          |          | 12     |
| 21                   | 24 | Timo Glock         | Marussia-Cosworth       | 1:19.291 |          |          | 11     |
| 22                   | 8  | Nico Rosberg1      | Mercedes                | 1:15.988 | 1:41.551 |          | 18     |
| 23                   | 22 | Pedro de la Rosa   | HRT-Cosworth            | 1:19.912 |          |          | 8      |
| 24                   | 23 | Narain Karthikeyan | HRT-Cosworth            | 1:20.230 |          |          | 10     |
| 107% tempo: 1:20.991 |    |                    |                         |          |          |          |        |
| Fonte:               |    |                    |                         |          |          |          |        |

- ↑1  Webber, Grosjean e Rosberg foram punidos por trocar a caixa de câmbio[11]
- ↑2  Pérez foi punido por bloquear Raikkonen e Alonso durante a classificação[11]

### Corrida
| #      | Nº | Piloto             | Equipe                  | Voltas | Tempo         | Grid | Pontos |
| 1      | 5  | Fernando Alonso    | Ferrari                 | 67     | 1:31:05.862   | 1    | 25     |
| 2      | 3  | Jenson Button      | McLaren-Mercedes        | 67     | +6.9s         | 6    | 18     |
| 3      | 9  | Kimi Raikkonen     | Lotus-Renault           | 67     | +16.4s        | 10   | 15     |
| 4      | 14 | Kamui Kobayashi    | Sauber-Ferrari          | 67     | +21.9s        | 12   | 12     |
| 5      | 1  | Sebastian Vettel   | Red Bull Racing-Renault | 67     | +23.7         | 2    | 10     |
| 6      | 15 | Sergio Pérez       | Sauber-Ferrari          | 67     | +27.8s        | 17   | 8      |
| 7      | 7  | Michael Schumacher | Mercedes                | 67     | +28.9s        | 3    | 6      |
| 8      | 2  | Mark Webber        | Red Bull Racing-Renault | 67     | +46.9s        | 8    | 4      |
| 9      | 12 | Nico Hulkenberg    | Force India-Mercedes    | 67     | +48.1s        | 4    | 2      |
| 10     | 8  | Nico Rosberg       | Mercedes                | 67     | +48.8s        | 21   | 1      |
| 11     | 11 | Paul di Resta      | Force India-Mercedes    | 67     | +59.2s        | 9    |        |
| 12     | 6  | Felipe Massa       | Ferrari                 | 67     | +71.4s        | 13   |        |
| 13     | 16 | Daniel Ricciardo   | Toro Rosso-Ferrari      | 67     | +76.8s        | 11   |        |
| 14     | 17 | Jean-Éric Vergne   | Toro Rosso-Ferrari      | 67     | +76.9s        | 15   |        |
| 15     | 18 | Pastor Maldonado   | Williams-Renault        | 66     | +1 volta      | 5    |        |
| 16     | 21 | Vitaly Petrov      | Caterham-Renault        | 66     | +1 volta      | 18   |        |
| 17     | 19 | Bruno Senna        | Williams-Renault        | 66     | +1 volta      | 14   |        |
| 18     | 10 | Romain Grosjean    | Lotus-Renault           | 66     | +1 volta      | 19   |        |
| 19     | 20 | Heikki Kovalainen  | Caterham-Renault        | 65     | +2 voltas     | 16   |        |
| 20     | 25 | Charles Pic        | Marussia-Cosworth       | 65     | +2 voltas     | 20   |        |
| 21     | 22 | Pedro de la Rosa   | HRT-Cosworth            | 64     | +3 voltas     | 23   |        |
| 22     | 24 | Timo Glock         | Marussia-Cosworth       | 64     | +3 voltas     | 22   |        |
| 23     | 23 | Narain Karthikeyan | HRT-Cosworth            | 64     | +3 voltas     | 24   |        |
| Ret    | 4  | Lewis Hamilton     | McLaren-Mercedes        | 56     | Furo num Pneu | 7    |        |
| Fonte: |    |                    |                         |        |               |      |        |

## Curiosidade
- Última pole position de Fernando Alonso.

## Tabela do campeonato após a corrida
Observe que somente as cinco primeiras posições estão incluídas na tabela.
|        | 1 | Fernando Alonso  | 154 |
|        | 2 | Mark Webber      | 120 |
|        | 3 | Sebastian Vettel | 110 |
| 1      | 4 | Kimi Räikkönen   | 98  |
| 1      | 5 | Lewis Hamilton   | 92  |
| Fonte: |   |                  |     |

|        | 1 | Red Bull-Renault | 230 |
|        | 2 | Ferrari          | 177 |
| 1      | 3 | McLaren-Mercedes | 160 |
| 1      | 4 | Lotus-Renault    | 159 |
|        | 5 | Mercedes         | 105 |
| Fonte: |   |                  |     |